# Shamwari Game Reserve
Das Shamwari Game Reserve ist ein rund 250 Quadratkilometer großes, privat geführtes Wildreservat in der Provinz Ostkap in Südafrika. Es ist Teil der Indalo, einer Organisation privater Wildreservate. Die nächstgelegene südafrikanische Großstadt in einer Entfernung von rund 60 Kilometern ist Gqeberha im Südwesten. Das Wort Shamwari bedeutet in der Shonasprache „mein Freund“.

## Geschichte
Im Jahr 1992 begannen private Investoren auf einem relativ kargen, durch menschliche Bewirtschaftung heruntergekommenen Gelände nordöstlich des damaligen Port Elisabeth (seit 2021 Gqeberha) einige Tiere anzusiedeln, um den ehemaligen Wildreichtum der Gegend wieder aufzubauen. Zunächst wurden Afrikanische Elefanten, Breitmaulnashörner und Flusspferde erneut eingeführt. Damit die großen Pflanzenfresser ausreichend Nahrung fanden, wurden Felder angelegt, der Boden mit Gülle gedüngt, Samen verstreut und Anpflanzungen vorgenommen. 1993/94 folgten bereits Spitzmaulnashörner und Wasserbüffel. Nachdem bis zum Jahr 2000 auch Geparde, Löwen, Hyänen, Servale und Leoparde ausgesetzt wurden, war Shamwari das erste Big-Five-Game-Reservat im Ostkap. Dabei erfolgte jeder Schritt nach sorgfältiger Planung, um sicherzustellen, dass ausreichend Platz, Nahrung und Wasser für die Tiere zur Verfügung stand, damit das Gleichgewicht zwischen Raubtier- und Beutearten gewährleistet ist.

## Tierbestand
Zu den auf dem Gebiet des Shamwari Game Reserve lebenden Tieren zählen neben den vorgenannten Arten außerdem Giraffen, Zebras, Afrikanische Wildhunde sowie mehrere Antilopenarten. Das Gebiet zeichnet sich auch durch seinen großen Reichtum an Vogelarten aus.

## Tourismus
Auf dem rund 250 Quadratkilometer großen Gelände des Reservats befinden sich viele Safari-Lodges, die teilweise einfach, meist jedoch sehr luxuriös ausgestattet sind. Das Shamwari Game Reserve wurde mehrfach als bestes privates Wildtierreservat in Südafrika ausgezeichnet. Für die einheimische Bevölkerung stellen die touristischen Aktivitäten der Besucher eine willkommene Beschäftigungs- und Einnahmequelle dar. Private Feierlichkeiten und Hochzeiten werden auf dem Parkgelände veranstaltet. Die durch den Öko-Tourismus erzielten Einnahmen werden zum Großteil für die Erhaltung und den Schutz der Fauna und Flora verwendet. Das Reservat wirbt auch damit, dass das gesamte Reservatgelände malariafrei ist. Während der Sommersaison Südafrikas bietet das Shamwari Game Reserve für die Gäste eine geführte Wandersafari an und ermöglicht es dabei, den Tieren sehr nahe zu kommen. Diese Wilderness-Bush-Camp-Route genannte Exkursion schließt mindestens zwei Übernachtungen im Gelände ein. Das aus Zelten erstellte Explorer-Camp ist aus Sicherheitsgründen schonend eingezäunt. Die Parkverwaltung veranstaltet nahezu täglich das ganze Jahr über geführte Tierbeobachtungs-Touren mit offenen Landrovern.

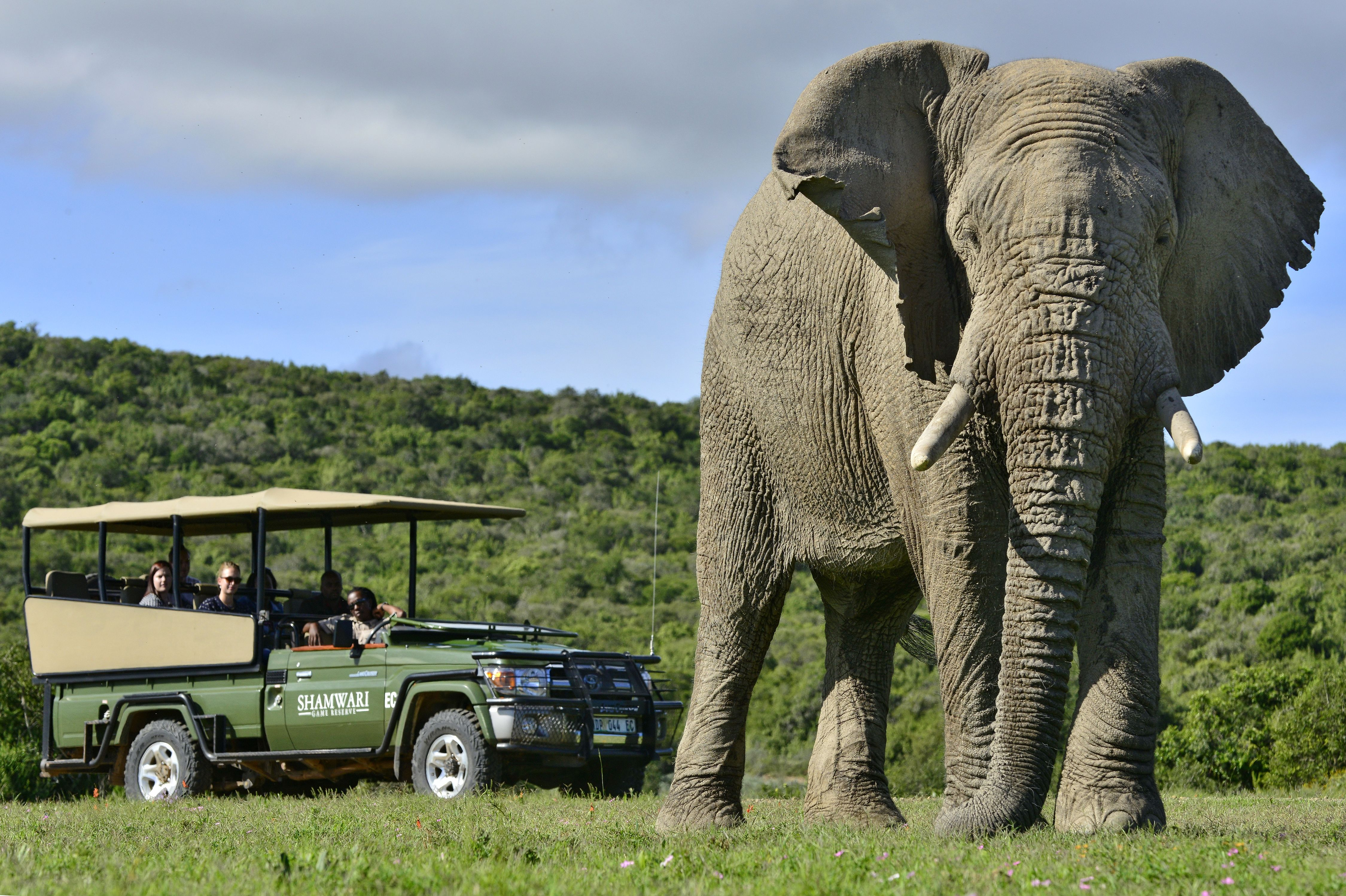
Afrikanischer Elefant
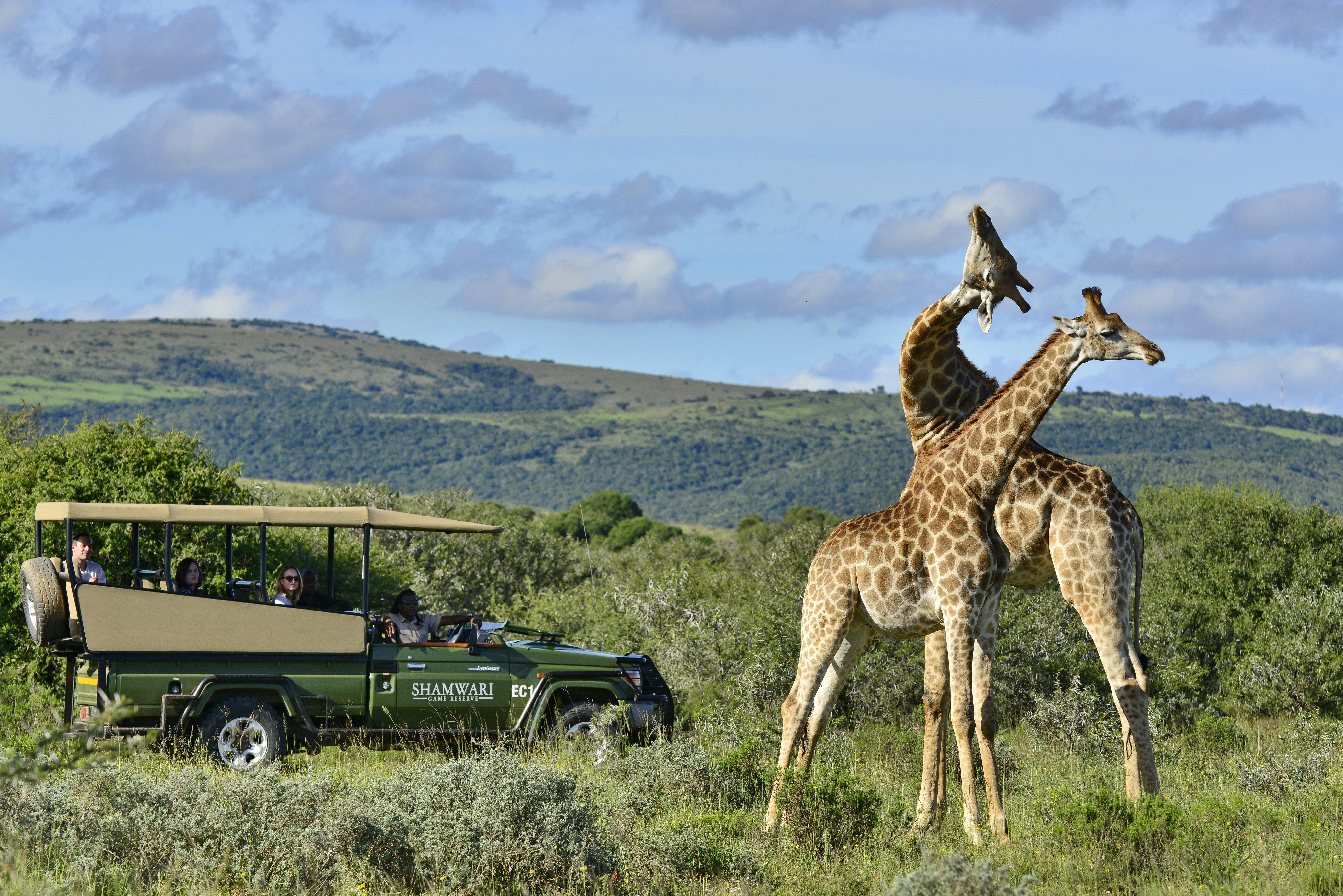
Giraffen
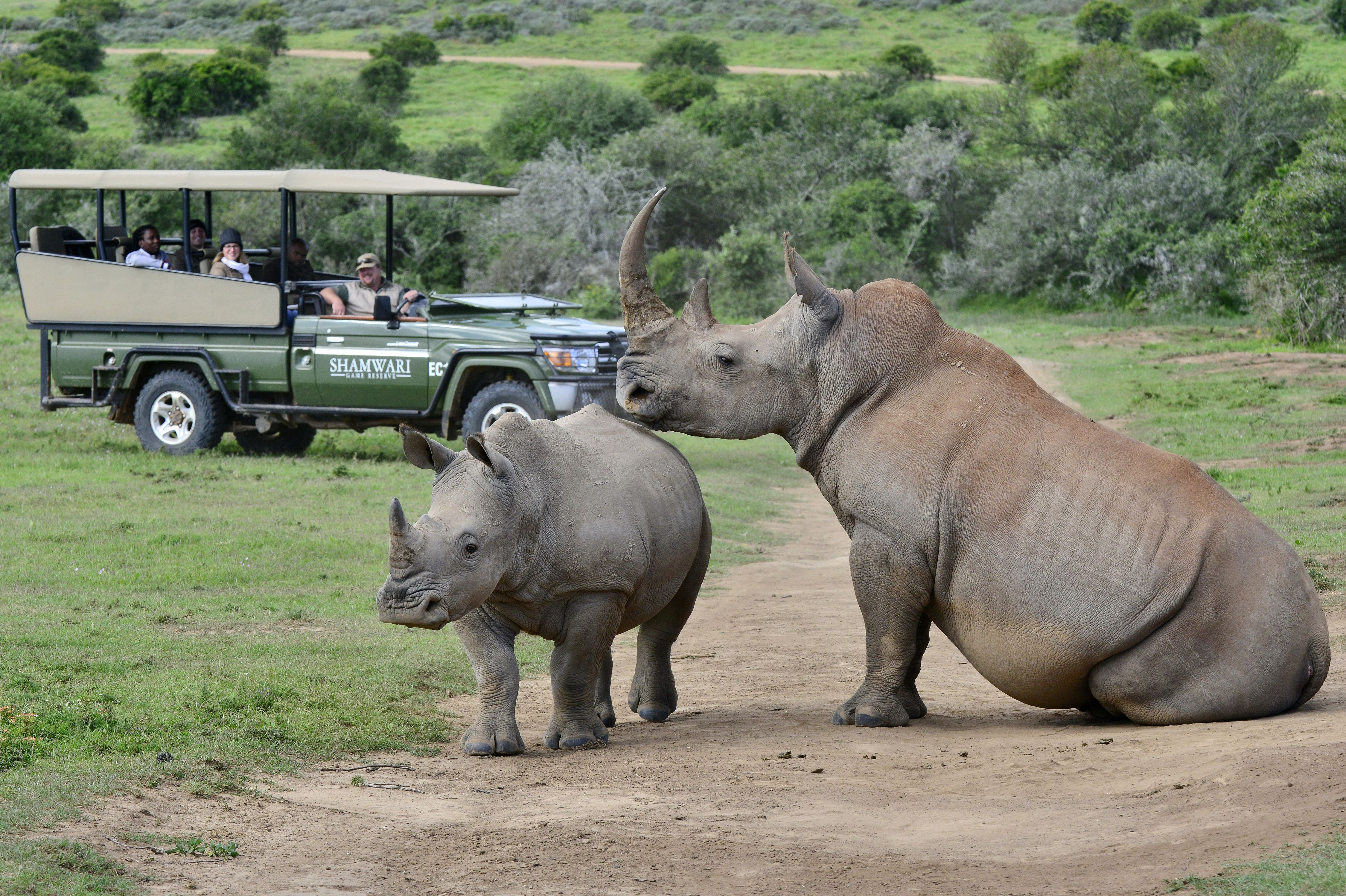
Breitmaulnashörner